# نيك بالمر
نيك بالمر (بالإنجليزية: Nick Palmer) (و. 1950 – م) هو عالِم حاسب آلي، من المملكة المتحدة، هو عضوٌ في حزب العمال.

## مناصب
تولى منصب عضو البرلمان في المملكة المتحدة ‏ (1 مايو 1997–12 أبريل 2010).

## التعليم
تعلم في جامعة كوبنهاغن، ومعهد ماساتشوست للتكنولوجيا.